# Isabel da Saxônia
Isabel da Saxônia (em alemão:  Elisabeth; Wolkenstein, 18 de outubro de 1552 — Heidelberg, 2 de abril de 1590) foi uma princesa da Saxônia por nascimento e condessa palatina de Simmern pelo seu casamento com João Casimiro, Conde do Palatinato-Simmern. 

## Família
Isabel foi a segunda filha e terceira criança nascida de Augusto I, Eleitor da Saxónia e de sua primeira esposa, a princesa Ana da Dinamarca. Os seus avós paternos eram Henrique IV, Duque da Saxônia e Catarina de Mecklemburgo, senhora de Freiberga. Os seus avós maternos eram o rei Cristiano III da Dinamarca e Doroteia de Saxe-Lauemburgo.

## Biografia

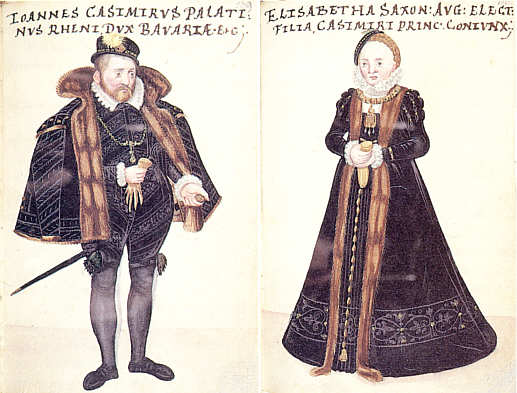
Representação de Isabel e João Casimiro no Thesaurus picturarum.

Aos 17 anos, Isabel casou-se com o conde palatino João Casimiro, no dia 4 ou 14[carece de fontes?] de junho de 1570, durante a Dieta de Speyer, na cidade de Heidelberga. Através da união entre sua filha e o filho de Frederico III, Eleitor Palatino e de Maria de Brandemburgo-Kulmbach, Augusto esperava converter o genro em um luterano. Contudo, isto não ocorreu. Os católicos alemães consideravam o casamento uma provocação contra os Habsburgo e uma tentativa de formar uma fronte protestante.
Apesar de suas diferenças, o casal teve sete filhos.
O conde tentou convencer Isabel a seguir o calvinismo, mas não conseguiu. Em outubro de 1585, a condessa foi aprisionada sob acusações de adultério e de planejar assassinar o seu marido. Isabel escreveu ao irmão, Cristiano I, Eleitor da Saxônia, pedindo ajuda, mas ele nunca a respondeu.
Antes de morrer, ela finalmente se converteu a religião calvinista.
Nos últimos cinco meses de sua vida, ela mal dormia e comia, além de se recusar a tomar remédios. Isabel faleceu no dia 2 de abril de 1290, em Heidelberg, aos 37 anos de idade. Foi enterrada no dia 15 de abril.

## Descendência
- Filho (15 de setembro de 1573);
- Maria  do Palatinado-Simmern (26 de julho de 1576 – 22 de fevereiro de 1577);
- Isabel  do Palatinado-Simmern (5 de maio de 1578 – 27 de outubro 1580);
- Doroteia do Palatinado-Simmern (6 de janeiro de 1581 – 18 de setembro de 1631), foi esposa de João Jorge I, Príncipe de Anhalt-Dessau, com quem teve onze filhos;
- Filha (28 de fevereiro de 1584);
- Filha (2 de fevereiro de 1585).